# Колгу мак Лойте
Колгу мак Лойте (Колку мак Лойте; др.‑ирл. Colgu mac Loite) — король Айргиаллы (упоминается в 520 или 523 году).

## Биография
Колгу был сыном Лойте мак Аэдо, правившего Айргиаллой после скончавшегося в 514 году короля Кайрпре Дама Айркита. Смерть Лойте в некоторых исторических источниках датируется 517 годом. После его кончины престол Айргиаллы перешёл к королю Даймину мак Круйнну, в то время как Колгу, вероятно, унаследовал лишь родовые владения — земли айргиаллского септа Айртир, располагавшиеся вокруг Армы. Только после смерти короля Даймина Колгу мак Лойте смог получить власть над всей Айргиаллой.
В источниках содержится не очень много сведений о событиях в Айргиалле VI века. В то время это королевство была объединением девяти племён, живших на границе владений Северных Уи Нейллов и Ульстера. Известно, что айргиалльские правители находились в зависимом положении от Уи Нейллов, контролировавших северные земли Ирландии.
Единственное упоминание Колгу мак Лойте в ирландских анналах относится к 520 или к 523 году. Этим годом датировано сообщение о сражении при Детне (на границе современных графств Лаут и Мит). В нём верховный король Ирландии Муйрхертах мак Эрка и король Колгу разгромили войско Миде, король которого, Ардгала мак Конайлла из Южных Уи Нейллов, пал на поле битвы. Причины этого конфликта точно неизвестны: предполагается, что они могли быть вызваны борьбой королей Муйрхертаха и Ардгала за верховную власть над всеми Уи Нейллами.
Дата смерти короля Колгу мак Лойте неизвестна. Новым правителем Айргиаллы стал Куану мак Дайре, о котором упоминается лишь в средневековых генеалогиях и королевских списках. Только о его преемнике, короле Даймине Айрките, правившем во второй половине VI века, сохранились достаточно подробные сведения в исторических источниках.